# Hu
Hu, maleni narod iz šire skupine Palaunga, naseljen u kineskoj provinciji Yunnan u okrugu Jinghong. Hu su susjedi srodnog naroda Manmet s kojima zajedno pripadaju zapadnopalaungskoj skupini Angku. Jezikoslovac Svantesson kaže da su 1984. imali 1.000 govornika koji žive u pet sela u distriktu Xiaomengyang.
Hu su uzgalivači riže. Vjera im je budistička ali mnogi još prakticiraju stara animistička vjerovanja. Postoji strah od demona i vjerovanje da su sva zla sreća i bolesti rezultat pormećaja osjetljive ravnoteže između prirodnog i duhovnog svijeta.